# Brave (webbrowser)
Brave is een opensource-webbrowser van Brave Software Inc. Brave is beschikbaar voor Microsoft Windows, macOS, iOS, Linux en Android. De op Chromium gebaseerde browser blokkeert automatisch trackers en advertenties, waarmee er een grote focus op privacy ligt.

## Geschiedenis
Op 28 mei 2015 werd Brave Software Inc. opgericht door Brendan Eich (ontwikkelaar van JavaScript en voormalig bestuursvoorzitter van de Mozilla Foundation) en Brian Bondy. Op 20 januari 2016 lanceerden ze de eerste Brave-versie op basis van Chromium en de Blink-engine met een gedeeltelijke advertentieblokkeringsfunctie. Ze kondigden plannen aan voor een functie voor het vervangen van advertenties en een programma voor het delen van inkomsten.
In augustus 2016 had het bedrijf minstens $ 7 miljoen aan angel-investeringen ontvangen van durfkapitaalbedrijven, waaronder Peter Thiels Founders Fund, Propel Venture Partners, Pantera Capital, Foundation Capital en de Digital Currency Group.
In juni 2018 werd pay-to-surf-testversie uitgebracht met ongeveer 250 advertenties. Deze versie verzond een gedetailleerd logboek van de browse-activiteit van de gebruiker naar Brave met als kortetermijndoel om deze functionaliteit te testen. Brave kondigde aan dat uitgebreide proeven zullen volgen. Later die maand voegde Brave ondersteuning toe voor Tor in de Incognitomodus in de computerversie van de browser.
In november 2019 lanceerde Brave Brave Ads, een advertentienetwerk dat een inkomstenaandeel van 70% oplevert voor gebruikers. Ad-klanten waren onder meer de partners van het bedrijf, zoals Vice, Home Chef, ConsenSys, eToro en anderen.
In oktober 2020 werd Brave de best beoordeelde browser in de Google Play Store. In november 2020 meldde Brave dat het 20 miljoen maandelijkse gebruikers en een miljoen actieve gebruikers per dag had.
In januari 2021 integreerde Brave Ecosia als een van zijn zoekmachine-opties. In maart 2021 nam Brave Tailcat over, een zoekmachine ontwikkeld door Cliqz.
In mei 2022 heeft Brave een partnerschap gesloten met Guardian om een firewall en VPN te integreren in de Android-browser. Sinds maart 2023 is deze VPN ook beschikbaar voor desktop. Eind 2023 is Brave bezig met het lanceren van een eigen AI-browser-assistent: Leo.